# 黃作梅

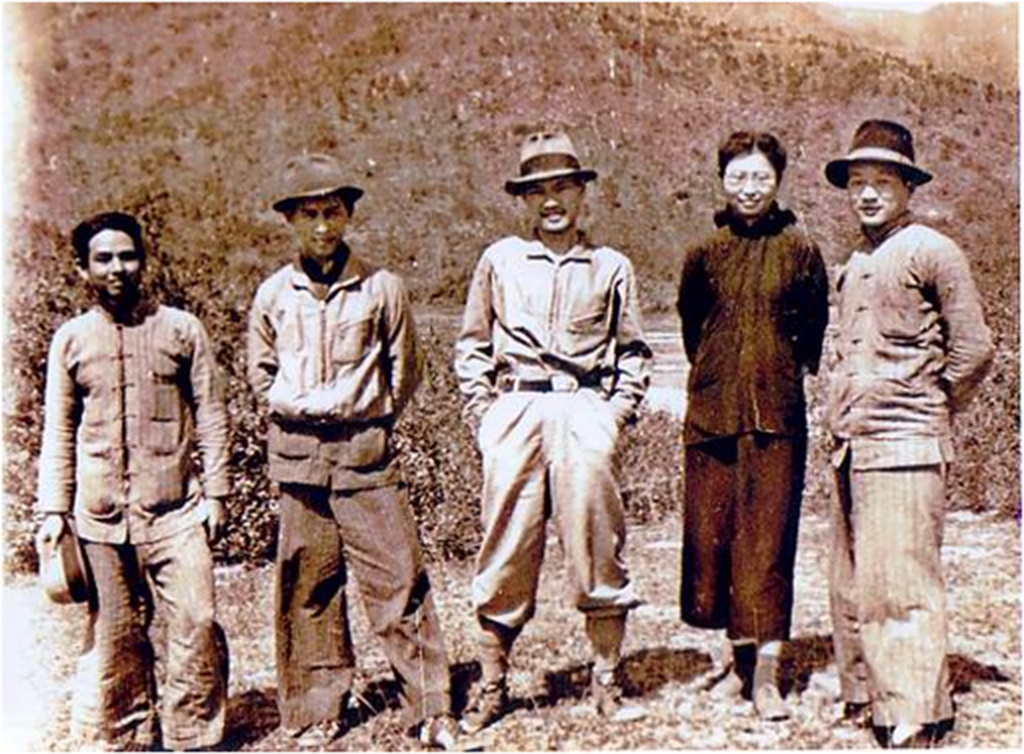
五人依左起是：黄作梅、刘黑仔、曾生(司令)、林展、尹林平(政委)1944年3月在土洋村东纵司令部。1944年2月在香港跳伞被港九大队营救的美军飞行员克尔中尉 摄

黃作梅，MBE（1916年2月13日—1955年4月11日），笔名黃傲霜、黃中流等，原籍福建世居廣州人，新华社香港分社第二任社长（1949年10月－1955年4月），唯一一位以公开的中国共产党党员身份获得大英帝國员佐勳章（MBE）的人士。

## 生平
黄作梅出生后不久即随全家移居香港，1935年毕业于皇仁書院，并被香港大學的录取入学，但因家贫辍学。1936年1月考入湾仔政府仓库工作。1937年开始参与左派活动，一度遭到逮捕。1941年入党。1941年12月太平洋战争爆发后，日军于同年底占领香港。为营救困在香港的爱国民主人士、文化人士及盟军等国际友人，东江纵队港九大队于1942年3月成立了国际工作小组，黄作梅任该小组组长，成员有谭天、谭干、卢陵、江群好、郑隆和林展（女）等人。1942年7月，港九独立大队成功救出香港战俘营中的英军战俘赖特上校、祁德尊少校等多人，后者在获得自由后组建了英軍服務團（BAAG），总部设在桂林，并在东江纵队的活动区域惠阳设立了前线办事处。黄作梅后任东江纵队首席翻译联络官。由于其配合英军作战有功，1947年获得英国颁发的MBE勋章。
1947年2月，黄作梅被英皇乔治六世邀请，到伦敦参加二战胜利大游行，1947年6月26日被授予大英帝國员佐勳章（MBE），表彰其在1945年9月2日前对英军东南亚军事行动作出的贡献。6月10日以新华通讯社记者身份创建新华社伦敦分社。

1949年，黃作梅调回香港，同年10月接替乔冠华出任新华社香港分社第二任社长。新中国成立后，黄作梅先后担任新华社香港分社社长、香港工委负责人和中共香港工作小组组长。
1955年4月11日，在前往印尼出席萬隆會議的途中，搭乘的專機克什米爾公主號被中華民國情報機構安裝炸彈炸毀，黃作梅身亡，年39岁。